# Saint-Bonnet-le-Courreau
Saint-Bonnet-le-Courreau là một xã trong tỉnh Loire miền trung nước Pháp.

## Geography
The river Lignon du Forez flows through the commune.